# Lechytia chthoniiformis
Espèce
Synonymes
- Roncus chthoniiformis Balzan, 1887

Lechytia chthoniiformis est une espèce de pseudoscorpions de la famille des Lechytiidae.

## Distribution
Cette espèce se rencontre en Argentine, au Paraguay, au Chili, au Pérou, en Équateur, au Brésil et en Jamaïque.

## Publication originale
- Balzan, 1887 : Chernetidae nonnullae Sud-Americanae, I. Asuncion.